# Daïra de Salah Bey
La daïra de Salah Bey est une circonscription administrative algérienne située dans la wilaya de Sétif. Son chef-lieu est situé sur la commune éponyme de Salah Bey.

## Communes de la daïra

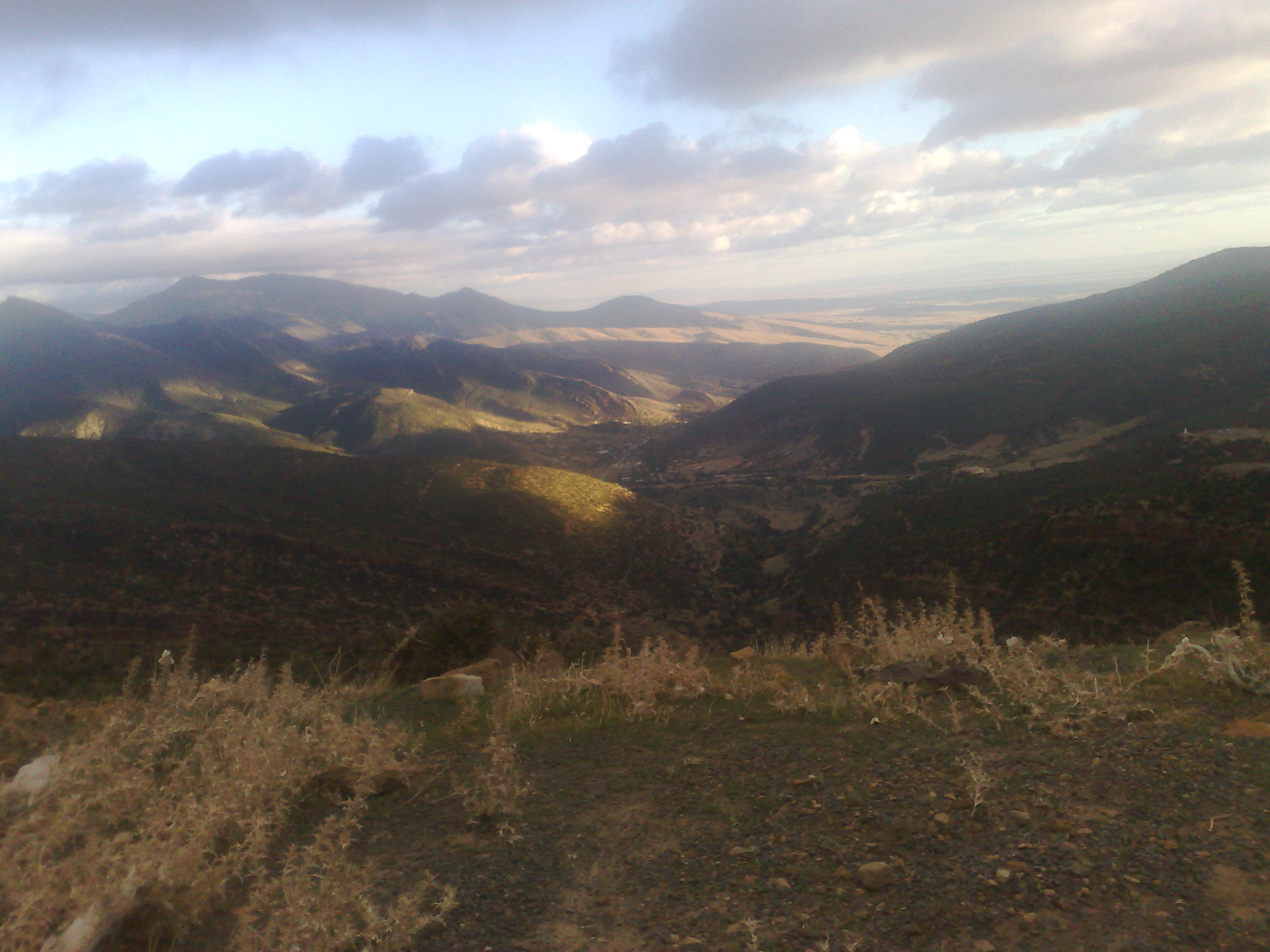
Montagnes d'Ouled Tebben

La daïra regroupe les cinq communes de Boutaleb, Hamma, Ouled Tebben, Rasfa et Salah Bey.